# Satz von Weill

Demonstration des Satzes von Weill für Polygone mit drei (blau), vier (rot) und sechs Ecken (grün).

Der Satz von Weill besagt in der Geometrie, dass wenn zwei Kreise der Inkreis und der Umkreis eines Polygons mit gegebener Anzahl Seiten sind, der Schwerpunkt der Berührpunkte mit dem Inkreis für alle diese Polygone derselbe Punkt ist, der als Weill-Punkt bekannt ist.
Der Schwerpunkt der Berührpunkte ist genauer der Flächenschwerpunkt des Polygons, dessen Ecken die Berührpunkte sind. Sie sind im Bild im Inneren der Inkreise mit derselben Farbe markiert, wie die zugehörigen Polygone. Der Weill-Punkt hängt somit nur vom Inkreis, dem Umkreis und der Anzahl der Ecken der um- und eingeschriebenen Polygone ab und ausdrücklich nicht von den Orten der Ecken auf dem Umkreis.